# Hypogastrura nivicola
Hypogastrura nivicola — вид коллембол. Известен под русским названием «снежная блоха». В теплый зимний день можно увидеть как «снежные блохи» прыгают по снегу.
Исследователи Университета Куинс в Канаде секвенировали и синтезировали подобный антифризу белок, который позволяет H. nivicola существовать в условиях минусовых температур, и нашли, что это самый богатый глицином из известных белков. Есть надежда, что подобные белки могут быть полезны для хранения органов для трансплантации и получения мороженого. При предотвращении образования кристаллов льда в тканях органы могут быть сохранены при более низких температурах, увеличивая время их жизнеспособности вне живого тела. В отличие от других белков с аналогичными функциями белок, найденный в тканях H. nivicola, легко разрушается при повышенных температурах.